# السبول (ملحان)

تعديل مصدري - تعديل

السبول هي إحدى قرى عزلة بني علي بمديرية ملحان التابعة لمحافظة المحويت، بلغ تعداد سكانها 197 نسمة حسب تعداد اليمن لعام 2004.